# Cyperus pilosulus
Cyperus pilosulus là loài thực vật có hoa trong họ Cói. Loài này được (C.B.Clarke) K.Schum. ex Kük. mô tả khoa học đầu tiên năm 1936.